# Friedrich Hofacker
Friedrich „Fritz“ Hofacker (* 28. Februar 1881 in Elberfeld; † 4. Juli 1952 in Köln) war ein deutscher Politiker (SPD) und Gewerkschafter. Er war unter anderem Abgeordneter des Preußischen Landtages und Landrat des Rhein-Wupper-Kreises.

## Leben
Hofacker, Sohn eines Händlers, absolvierte nach Abschluss der Volksschule eine Lehre zum Dreher. Später arbeitete er als Maschinenbauer. Von 1913 bis 1919 war Hofacker Stadtverordneter in Opladen. Anschließend war er von September 1919 bis 1933 hauptamtlicher Bezirksleiter des Deutschen Eisenbahnerverbandes bzw. des Einheitsverbandes der Eisenbahner Deutschlands mit Sitz in Kassel.
Von 1929 bis 1933 war er Stadtverordnetenvorsteher in Kassel, Vorsitzender der SPD in Kassel sowie Mitglied des SPD-Bezirksvorstands Hessen-Nassau. Von 1930 bis 1932 war er auch Mitglied des 60. Kommunallandtages von Kassel und des Provinziallandtages von Hessen-Nassau. Im April 1932 wurde Hofacker im Wahlkreis 19 (Hessen-Nassau) als Abgeordneter in den Preußischen Landtag gewählt. 
Trotz des Terrors der Nationalsozialisten und der ersten Verhaftungswellen gegen Kommunisten, Sozialdemokraten und Gewerkschaftern wurde Hofacker am 5. März 1933 erneut in den Preußischen Landtag gewählt. Nach der „Zerschlagung der Gewerkschaften“ wurde Hofacker am 2. Mai 1933 festgenommen. Er wurde vor Gericht gestellt, da Abrechnungen über an die Gewerkschaft vermietete Büroräume aus seiner privaten Wohnung angeblich nicht korrekt gewesen seien sollen. Das Kasseler Landgericht konnte zwar keine strafbare Handlung feststellen, verurteilte Hofacker aber im November 1933 dennoch zu drei Monaten Gefängnis, weil er Unterschriften gefälscht haben sollte. Anschließend war er mehrfach in Haft, unter anderem in Hannover, Göttingen und im Emslandlager (Papenburg) sowie in Hameln. Nach seiner Haftentlassung wohnte er zeitweise in Wuppertal, Berlin, Brandenburg, Lüdenscheid und in anderen Orten.
Nach Kriegsende lebte Hofacker zunächst in Köln. Hofacker kehrte Ende 1945 nach Opladen zurück und wurde von der Militärregierung zum 1. Januar 1946 als Landrat des Rhein-Wupper-Kreises eingesetzt. Dieses Amt bekleidete er bis zur Wahl eines neuen Landrates im Oktober 1946, anschließend war Hofacker städtischer Bediensteter in Köln. Von Ende 1950 bis 1952 war Hofacker Vorsitzender der SPD in Opladen. Zeitweise war er hauptamtlich bei der ÖTV in Köln beschäftigt.